# Nageia
Nageia is een geslacht van coniferen behorend tot de familie Podocarpaceae. Het zijn groenblijvende bomen en struiken van één tot 54 meter hoog. Podocarpaceae-geslachten zijn de laatste decennia diverse keren herschikt door plantkundigen. In 1987 is Nageia weer onder het stof vandaan gehaald. In 1989 werden verscheidene soorten die eerst bij Nageia waren ingedeeld verplaatst naar het nieuwe geslacht Retrophyllum, en Nageia falcata werd verplaatst naar het nieuwe geslacht Afrocarpus.
Nageia is te onderscheiden van andere geslachten uit de familie Podocarpaceae door de brede, vlakke, halfoverstaande bladeren zonder hoofdnerf. Deze lijken een beetje op die van de niet verwante Agathis (familie Araucariaceae). De bladeren variëren van 5 tot 20 cm lang en 2 tot 6 cm breed.
Nageia komt voor in de tropische en subtropische vochtige bossen in Azië en Australië, van Assam in oostelijk India via Zuidoost-Azië tot zuidelijk China en zuidelijk Japan, en via Indonesië tot Nieuw-Guinea.
Het hout is geelachtig, overeenkomend met dat van andere leden van deze familie: een paar soorten zijn plaatselijk belangrijk voor houtproductie.
Zes soorten worden erkend, waarbij Nageia formosensis  in 1989 is afgesplitst van Nageia nagi.
- Nageia fleuryi (Hickel) de Laub.
- Nageia formosensis (Dummer) C.N.Page
- Nageia maxima (de Laub.) de Laub.
- Nageia motleyi (Parl.) de Laub.
- Nageia nagi (Thunb.) Kuntze
- Nageia wallichiana (C.Presl) Kuntze

Acmopyle · 
Afrocarpus · 
Dacrycarpus · 
Dacrydium · 
Falcatifolium · 
Halocarpus · 
Lagarostrobos · 
Lepidothamnus · 
Manoao · 
Microcachrys · 
Microstrobos · 
Nageia · 
Parasitaxus · 
Podocarpus · 
Prumnopitys · 
Retrophyllum · 
Saxegothaea · 
Sundacarpus